# Batis de Verreaux
La batis de Verreaux (Batis minima) és un ocell de la família dels platistèirids (Platysteiridae).

## Hàbitat i distribució
Viu a la selva pluvial del sud del Camerun i oest de Gabon.